# Marki Wąskotorowe
Marki Wąskotorowe – zlikwidowana wąskotorowa stacja kolejowa w mieście Marki, w województwie mazowieckim, w Polsce.